# Andreas Wenzel (Abt)

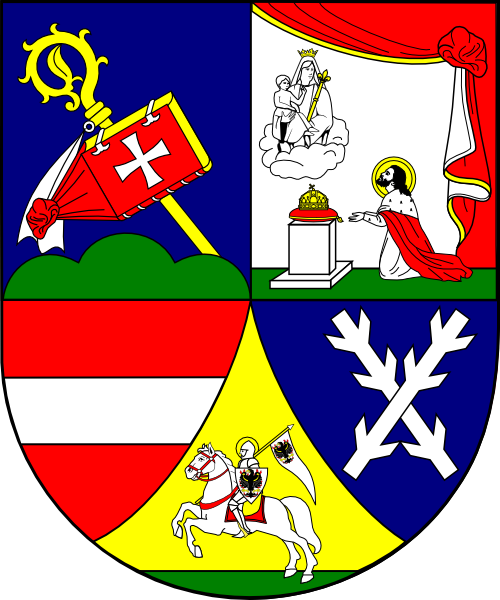
Wappen des Abtes Andreas Wenzel

Andreas Wenzel OSB (* 4. März 1759 in Wien; † 17. November 1831 ebenda; eigentlich Joseph Wenzel) war ein österreichischer Benediktiner sowie Abt des Wiener Schottenstiftes.

## Leben
Wenzel, der Sohn eines gemeinen Soldaten, lebte nach dem frühen Tod seines Vaters als Halbwaise im Invalidenhaus des Wiener Großarmenhauses und besuchte Schulen der Piaristen und der Jesuiten. 1776 trat er in die Schottenabtei ein. Er absolvierte ein Studium der Theologie und wurde 1783 zum Priester geweiht. Ab 1786 war er zunächst Kooperator in der neu errichteten Pfarre Schottenfeld. In dieser Zeit geriet er aufgrund seiner Predigten, in denen er Gedanken der Katholischen Aufklärung aufgriff, wiederholt in Konflikt mit den kirchlichen Autoritäten. Ab 1798 war er Kurat im Kloster, 1806 wurde er Pfarrer in St. Ulrich. 1801 wurde er als Doktor der freien Künste und Philosophie in das philosophische Doktorenkolleg der Universität Wien aufgenommen.
Nach dem Tod Benno Pointners wurde Wenzel 1807 zum Abt des Schottenstiftes gewählt. Noch im selben Jahr eröffnete er das Schottengymnasium, dessen Errichtung Kaiser Franz I. befohlen hatte. Doch auch darüber hinaus setzte sich Wenzel als Vertreter eines josephinischen Staatskirchentums für Wissenschaft und Bildung ein. An der Universität Wien war er zeitweise Prokurator der sächsischen bzw. der österreichischen Nation, dann 1807/1808 Dekan der Philosophischen Fakultät. Ab 1809 war er Vizedirektor, ab 1814 Direktor der theologischen Studien und Präses der Katholisch-Theologischen Fakultät, als welcher er 1814 auch das theologische Ehrendoktorat erhielt. 1809/1810 und 1818/1819 bekleidete er das Amt des Rektors der Universität. Ebenfalls 1814 wurde er zum wirklichen niederösterreichischen Regierungsrat, 1819 zum wirklichen Hofrat ernannt.
Gegen Ende seiner Regentschaft betätigte sich Wenzel auch als Bauherr: Ab 1826 ließ er die Schottenhöfe, den ausgedehnten Gebäudekomplex um das Stift, von Joseph Kornhäusel umgestalten und das schon stark baufällige Konventgebäude abreißen und neu errichten. Die Fertigstellung im Jahr 1832 erlebte er jedoch nicht mehr.